# Texasmossa
Texasmossa (Haplocladium microphyllum) är en bladmossart som beskrevs av Brotherus 1907. Texasmossa ingår i släktet Haplocladium och familjen Thuidiaceae. Enligt den svenska rödlistan är arten nationellt utdöd i Sverige. Arten förekommer i Götaland. Arten har tidigare förekommit i Svealand men är numera lokalt utdöd. Artens livsmiljö är skogslandskap. Inga underarter finns listade i Catalogue of Life.